# 나카타역
나카타역(일본어: 中田駅)은 일본 아오모리현 쓰가루시에 위치한 동일본 여객철도 고노 선의 철도역이다. 단선 승강장 1면 1선의 구조를 갖춘 지상역이다.

## 역 주변
- 국도 제101호선

## 역사
- 1956년 11월 30일 : 개업.
- 1987년 4월 1일 : 일본국유철도 분할 민영화에 의해, 동일본 여객철도가 승계.

## 인접 역
| 동일본 여객철도 고노 선      | 동일본 여객철도 고노 선 | 동일본 여객철도 고노 선 |
| ---------------------------- | ----------------------- | ----------------------- |
| 무쓰모리타 히가시노시로 방면 | 고노 선                 | 기즈쿠리 가와베 방면    |